# HMS Seal (N37)
El HMS Seal fue uno de los seis submarinos clase Grampus para colocación de minas y combate de la Royal Navy (Armada de Gran Bretaña).
Sirvió en la Segunda Guerra Mundial y fue capturado por la Marina de Guerra Alemana, la Kriegsmarine, pasando a entrar en servicio bajo bandera alemana como U-B. Fue el único submarino que Alemania capturó en el mar durante la Segunda Guerra Mundial.
Fue construido en los astilleros Chatham Dockyard desde el 9 de diciembre de 1936, botado el 27 de septiembre de 1938 y comisionado a servicio el 24 de mayo de 1939. Durante toda su carrera en la Royal Navy, su comandante fue Rupert Lonsdale, lo que para él suponía su segundo comando de nave.

## Historial
El 4 de agosto, el HMS Seal puso proa a China para unirse al HMS Grampus y al HMS Rorqual, vía Gibraltar, Malta y el Canal de Suez. Al estallar la Segunda Guerra Mundial este viaje fue interrumpido a la altura de Adén y se le ordenó al Seal hacer dos patrullas de observación a fuerzas italianas, de las cuales se temía que estuvieran remolcando submarinos alemanes y/o prestándoles ayuda, aun cuando Italia no estaba en guerra.
Luego, volvió hacia Gran Bretaña escoltando un destructor dañado en el Mar Mediterráneo. De regreso al Mar del Norte, llevó a cabo una patrulla cerca del Banco Dogger y recibió su primer ataque, perpetrado por un avión alemán.

### Perdido en elKattegat
Tras un año en el mar, y habiendo sufrido algunos daños por un golpe accidental contra un barco carguero, debió retirarse a dique seco en Chatham, donde su buque hermano, el HMS Cachalot, estaba dañado y siendo reparado. Por ello, las reparaciones del Seal se hicieron en Blyth y Northumberland. 
Ya puesto en funcionamiento, se le pidió que cumpliese tareas de plantado de minas originalmente encomendadas al Cachalot. Así, fue asignado a la "Operation DF 7", una misión de sembrado de minas en el estrecho de Kattegat, entre Dinamarca y Suecia. Se consideraba una misión peligrosa, más en un submarino del tamaño del Seal, pero el capitán Bethall, oficial que comandaba la flotilla, no pudo convencer al Almirante Horton para que reconsiderara su realización. El 29 de abril, el Seal salió de Immingham con cincuenta minas. Entrando en el estrecho de Skagerrak, se encontró con el HMS Narwhal, que estaba dejando la zona tras atacar seis blancos con torpedos, golpeando así las defensas alemanas.
El Seal estaba en un modo de inmersión para conservar velocidad y ahorrar energía cuando fue localizado por un avión Heinkel He 115 alemán el 4 de mayo, aproximadamente a las 02.30 a. m., lo que hizo que optara por sumergirse hasta noventa pies. Sin embargo, no pudo evitar ser ligeramente dañado por una bomba. Más tarde, esa misma mañana, Lonsdale descubrió que arrastreros antisubmarinos estaban buscándolo en el área donde fue alcanzado por la bomba, y tuvo que hacer maniobras distractivas para darles a entender que no estaba allí sino en otra área y así, hacia las 9.00 a. m., poder comenzar su tarea de plantar minas, que completó 45 minutos después.
Emprendido el retorno a Inglaterra por la misma ruta, permaneció a la escucha de los arrastreros con el Asdic. A las 3:00 p. m. pudo ver que existía una patrulla de nueve MTBs antisubmarino alemanes llegando desde diferentes direcciones. Todavía tenía muchas horas de luz y el Kattegat no era un buen lugar para un submarino de su tamaño, pues era un lugar poco profundo, por lo que Lonsdale intentó evadir la detección siguiendo un curso en zig-zag. 
A las 18 horas detuvo el submarino en el fondo del mar, pero sin saber que se había metido en un campo de minas que no aparecía en los mapas. Hacia las 18.30 horas uno de los hidroplanos del submarino enganchó el cable de fijación de una mina que, llevada por la corriente,  explotó a popa del submarino causándole severos daños. La cena de la tripulación fue catapultada por el comedor y el caos posterior mostró que el navío se había inclinado alzando su proa aproximadamente diez grados. Todas las puertas estancas fueron selladas, pero una subida en la presión del aire interior indicó que había entrado al submarino mucha agua. La tripulación fue contada por lo que se determinó que dos hombres habían quedado atrapados en popa mientras intentaban llegar a la sala de control.
A pesar de todo, y para sorpresa de la tripulación, los navíos que los perseguían no se dieron cuenta de la explosión de la mina y se alejaron. Tras varias inspecciones y reparaciones, la tripulación esperó hasta las 22.30 horas para asegurarse que los ocultase la oscuridad y poder emerger. Los tanques de lastre fueron inflados y los motores encendidos, pero la popa continuaba firmemente pegada en el fondo marino. La proa subió hasta un ángulo bastante agudo, por lo que los intentos debieron ser abandonados.
Para entonces, el aire del interior del Seal se había viciado notablemente, por lo que se iniciaron bombeos y reparaciones de emergencia. Se hicieron dos intentos más de emerger hasta que las once toneladas de arrastre de su quilla fueron liberadas, pero esto significó que el submarino no podría volver a sumergirse de nuevo. Se usó más aire a presión para inflar los tanques restantes, pero el intento fue inútil. El dióxido de carbono estaba acelerando sus efectos de envenenamiento sobre la tripulación, y un tercer intento de emerger, usando los motores y el lastre principal, falló.

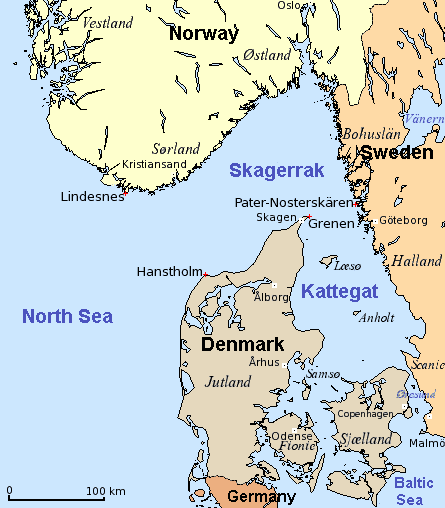
Mapa de los estrechos Kattegat y Skagerrak, entre Noruega, Suecia y Dinamarca.

A la 1.10 Lonsdale, un cristiano devoto, llamó a su tripulación a rezar y se intentó que todos, en una medida desesperada, se situaran a popa del submarino con la idea de obtener algún peso que equilibrara el submarino. También se pensó en usar el escape de emergencia, aún con el peligro de salvar a unos pocos e inundar todo el submarino. No obstante se intentó una vez más mover el submarino encendiendo los motores, que se incendiaron, pero el fuego se extinguió debido a falta de oxígeno en el ambiente. Las baterías estaban casi vacías y el aire de alta presión casi agotado. Afortunadamente, un ingeniero se dio cuenta de que había un grupo de aire a presión con un poco de carga, abrió la válvula y el submarino comenzó a subir.
Llegaron a la superficie alrededor de la 1.30 a. m., y tras liberar la presión, el aire fresco dio algunos dolores de cabeza  a la tripulación. Lonsdale trepó al puente, vio tierra y trató de llegar a aguas suecas. Los papeles confidenciales fueron arrojados al mar, el Asdic fue destruido y sus piezas arrojadas por la borda.
Luego, mandó este mensaje al Almirantazgo Británico: "Estoy yendo hacia la costa de Suecia". Con los libros de claves destruidos, Lonsdale recibió dos respuestas que no llegó a leer: "Entendido y de acuerdo, buena suerte" y "La seguridad del personal debe ser su primer consideración tras la destrucción del Asdic". Si estos mensajes los hubiera recibido se hubiera visto liberado de mucha angustia por la decisión que, en consecuencia de lo vivido, tomaría. El timón estaba dañado y el submarino había quedado imposible de dirigir, pero podía funcionar en reversa. Se hizo algún progreso, pero el barro había entrado al sistema de lubricación y el único motor que todavía funcionaba se detuvo.
A las 2.30 el Seal fue descubierto en superficie y atacado por dos aviones Arado Ar 196 y un Heinkel alemanes. Lonsdale, en el puente y bajo fuego, intentó defenderse de ellos con ametralladoras Lewis, hasta que éstas se atascaron. Con el Seal imposibilitado para sumergirse y sin poder moverse por no tener fuerza motriz, algunos hombres heridos y sin más defensas, no tuvo más alternativa que rendirse. El mantel de la mesa del comedor fue izado al mástil a modo de bandera blanca. El teniente Schmidt, de la Kriegsmarine, amerizó con su hidroavión al lado del submarino y pidió que el capitán del submarino nadase hasta él.
En el día de su 35 cumpleaños, Lonsdale nadó hacia el hidroavión alemán. La tripulación tuvo que esperar en el submarino hasta las 6.30 a que llegara el remolcador antisubmarino UJ-128. El Seal fue remolcado a Frederikshavn.
El conjunto de minas plantado por el Seal hundiría entre el 5 de mayo y el 5 de junio una fragata alemana (Vogesen, 4241 BRT) y tres barcos suecos, con un montante total de siete mil toneladas de arqueo.

## Bajo control alemán
El Seal fue reparado brevemente en Frederikshavn y luego fue remolcado a Kiel. El Almirante Carls creía que el Seal podría volver a ser operativo, aunque tres submarinos alemanes mejores fueran construidos por el mismo costo. El equipo y armamento eran completamente incompatibles y no era posible, obviamente, conseguir repuestos.
No obstante, las reparaciones se hicieron y en la primavera de 1941 fue comisionado en la Kriegsmarine como U-B al comando del capitán de fragata Bruno Mahn.
El submarino tenía muy poco valor como equipo militar para la Kriegsmarine, por lo que fue principalmente usado para propaganda y para entrenamiento de tripulaciones.
Krupps demoró hasta bien entrado 1942 para realizar algunas reparaciones, pero pronto se vio que los costos eran desorbitados, siendo retirado de servicio en 1943 y abandonado en un rincón del astillero de Kiel. Fue alcanzado por fuego aliado en un bombardeo, el mismo que hundió el crucero pesado Admiral Hipper, y se hundió.
Lo único que los alemanes obtuvieron de la captura de este submarino fue que aprendieron de los sistemas de disparo de los torpedos ingleses, copiándolo, e introduciéndolo en los torpedos de la Kriegsmarine.